# بودو ایلگنر
بودو ایلگنر (تلفظ آلمانی: [ˈbo:do: ˈʔɪlɡnɐ]؛ زاده ۷ آوریل ۱۹۶۷ درکوبلنتس) بازیکن فوتبال و دروازه‌بان آلمانی است که نقش بسزایی در قهرمانی آلمان در جام جهانی ۱۹۹۰ داشت. او اولین دروازه‌بان تاریخ بود که در فینال جام جهانی گلی دریافت نکرد. ایلگنر به دفع و مهار شوت معروف بود و خط دفاعی عالی‌اش شامل بازیکنانی چون کلاوس اوگنتالر، آندریاس برمه، توماس برتهولد، گیدو بوخوالد و یورگن کولر را به خوبی رهبری می‌کرد. او در موقعیت‌های تک به تک تقریباً شکست‌ناپذیر بود و روی سانترها و شوت‌های از راه دور فوق‌العاده نشان می‌داد.

## دوران باشگاهی
بودو فوتبال خود را در سال ۱۹۷۳ یعنی در سن ۷ سالگی از باشگاه کوچک هاردت برگ (FC Hardtberg) شروع کرد و تا سال ۱۹۸۳ در این باشگاه به فوتبال خود ادامه داد.
در سال ۱۹۸۳ و در حالی که ۱۶ سال سن داشت با درخشش و استعدادی که در امر دروازه‌بانی از خود نشان داد مورد توجه استعداد یاب‌های باشگاه کلن قرار گرفت و به این تیم نقل مکان کرد. کارشناسان او را محصول آکادمی جوانان این باشگاه می‌دانند. بعد از این که او به باشگاه کلن آمد در تیم نوجوانان این باشگاه آنقدر درخشید که در سال ۱۹۸۴ به تیم ملی زیر ۱۶ سال آلمان دعوت شد و در همین سال به مقام قهرمانی زیر ۱۶ ساله‌های اروپا رسید. او همچنین از سال ۱۹۸۵ تا ۱۹۸۷ یعنی دو سال در ۷ بازی ملی برای تیم جوانان آلمان به به میدان رفت. ایلگنر برای این که بتواند در تیم اصلی کلن بازی کند سه سال در این باشگاه تمرین و تلاش کرد تا سرانجام روز موعود فرا رسید.
در ۲۲ فوریه ۱۹۸۶ تیم کلن به شهر مونیخ رفت تا در برابر بایرن در ورزشگاه المپیک مونیخ به میدان رود. بودو در این بازی به عنوان دروازه‌بان اصلی به میدان رفت و در این بازی سخت سه گل دریافت کرد تا کلن این بازی را با حساب ۱–۳ به بایرن مونیخ واگذار کند.
در سال ۱۹۸۶ به همراه تیم کلن تا فینال جام یوفا پیش رفت (دروازه‌بان ذخیره) ولی در مسابقه نهایی مغلوب رئال مادرید شد. در سال ۱۹۹۶ و در سن ۲۹ سالگی بعد از ۱۳ سال و حضور در ۳۲۶ بازی از باشگاه کلن جدا شد و به رئال مادرید اسپانیا پیوست. شاید یکی از دلایلی سبب شد تا ایلگنر به باشگاه رئال مادرید برود حضور یوب هاینکس سرمربی آلمانی این تیم بود. او در سال ۱۹۹۸ نقش بسزایی در فتح جام باشگاه‌های اروپا توسط رئال مادرید داشت؛ و در این تیم با کانیزارس و بعدها کاسیاس برای قرار گرفتن در ترکیب اصلی تیم در رقابت بود. او به همراه رئال افتخارات خوبی به دست آورد که می‌توان به دو قهرمانی در لیگ قهرمانان اروپا در سال‌های ۱۹۹۸ و ۲۰۰۰ اشاره کرد.

## دوران ملی
در سال ۱۹۸۷ مورد توجه فرانس بکن‌باوئر سرمربی وقت تیم ملی قرار گرفت و برای بازی دوستانه با دانمارک به تیم ملی دعوت شد. این بازی در تاریخ ۲۳ سپتامبر ۱۹۸۷ و با برتری ۰–۱ آلمان همراه بود ایلگنر ۹۰ دقیقه درون دروازه قرار گرفت و اولین بازی ملی خود را برای این تیم انجام داد.
در سال ۱۹۸۸ که آلمان غربی میزبان جام ملت‌های اروپا بود توسط قیصر به عنوان دروازه‌بان دوم (دروازه‌بان اول آیکی ایمل) آلمان غربی انتخاب شد و به این مسابقات رفت ولی نتوانست در این مسابقات به میدان برود و تیم ملی آلمان غربی در مرحله نیمه نهایی مقابل هلند شکست خورد و از دور مسابقات کنار رفت.
بعد از این مسابقات و کنار رفتن آیکی ایمل دیگر همه چیز فراهم بود تا دروازه‌بان شماره یک آلمان شود. او برای اولین بار در سال ۱۹۸۹ به عنوان بهترین دروازه‌بان آلمان غربی انتخاب شد.
در سال ۱۹۹۰ ایلگنر برای دومین سال پیاپی به عنوان بهترین دروازه‌بان آلمان غربی انتخاب شد و توسط بکن بائر به عنوان دروازه‌بان اول آلمان غربی انتخاب شد و به جام جهانی ۱۹۹۰ ایتالیا رفت. او در این مسابقات درخشید و با مهار پنالتی استوارت پیرس انگلیسی در نیمه نهایی این مسابقات زمینه حضور آلمان غربی در فینال جام جهانی ۱۹۹۰ آلمان را فراهم کرد. در فینال این مسابقات هم تیم آلمان غربی با شکست دادن آرژانتین برای سومین بار قهرمان جهان شد.
بودو ایلگنر بعد از قهرمانی جهان دست از تلاش برنداشت و آنقدر درخشید که در سال ۱۹۹۱ به عنوان بهترین دروازه‌بان اروپا و آلمان انتخاب شد. در سال‌های ۱۹۹۲ برای چهارمین سال پیاپی به عنوان بهترین دروازه‌بان آلمان انتخاب شد و در مسابقات جام ملت‌های اروپا در سوئد (یورو ۹۲) با شکست مقابل دانمارک به مقام دوم این مسابقات رسید.
بعد از این مسابقات ایلگنر کم‌کم افت کرد تا جایی که با تیم ملی آلمان در جام جهانی ۱۹۹۴آمریکا با شکست ۱–۲ مقابل بلغارستان در مرحله یک چهارم نهایی از دور مسابقات کنار رفت. او در همین سال و بعد از انجام دادن ۵۴ بازی ملی از تیم آلمان کنار رفت و جای خود را به آندریاس کوپکه داد. بودو ایلگنر در سال ۲۰۰۱ و در سن ۳۴ سالگی برای همیشه از دنیای فوتبال خداحافظی کرد.